# Conflict
Conflict és una grup d'anarcopunk anglès format el 1981 al barri d'Eltham, al sud de Londres.

## Trajectòria
El seu primer treball discogràfic va ser l'EP The House That Man Built amb Crass Records. Després del seu primer àlbum, It's Time to See Who's Who, Conflict va crear el seu propi segell, Mortarhate Records, que també va publicar treballs d'altres grups com Hagar the Womb, Icons of Filth, Lost Cherrees, The Apostles i Stalag 17.
El 1983, Steve Ignorant, que aleshores era el cantant de Crass, va ser convidat al senzill a favor dels drets dels animals «To A Nation of Animal Lovers». Després de la dissolució de Crass el 1984, Ignorant esdevingué el segon vocalista de Conflict de manera intermitent a partir de 1986.
El bateria original de Crass, Francisco «Paco» Carreño, va morir el 20 de febrer de 2015, als 49 anys d'edat.

## Discografia

### Àlbums d'estudi
- It's Time to See Who's Who LP (1983, Corpus Christi Records)
- Increase the Pressure LP / CD (1984, Mortarhate Records)
- The Ungovernable Force LP (1986, Mortarhate Records)
- From Protest To Resistance LP (1986, Bust Fund)
- The Final Conflict LP (1988, Mortarhate Records)
- Against All Odds LP (1989, Mortarhate Records)
- Conclusion LP / CD (1993, Mortarhate Records)
- There's No Power Without Control LP / CD (2003, Mortarhate Records)

### EP
- The House That Man Built (1982, Crass Records)
- To a Nation of Animal Lovers (1983, Corpus Christi Records)
- The Serenade is Dead (1984, Mortarhate Records)
- This is Not Enough, Stand Up and Fucking Fight (1985, Mortarhate Records)
- The Battle Continues (1985, Mortarhate Records)
- The Final Conflict (1988, Mortarhate Records)
- These Colors Don't Run (1993, Mortarhate Records)
- BBC1 (1995, Mortarhate Records)
- Now You've Put Your Foot in It (2001, Mortarhate Records)
- Carlo Giuliani (2003, Mortarhate Records)

### Recopilacions
- Who? What? Why? When? Where? LP / CD (1984, Mortarhate Records)
- Employing All Means Necessary LP / CD (1985, Mortarhate Records)
- Standard Issue 82–87 LP / CD (1989, Mortarhate Records)[6]
- Standard Issue II 88–94 LP / CD (1996, Mortarhate Records)
- Deploying All Means Necessary (1997)
- There Must Be Another Way (2001)

### Directes
- Live at Centro Iberico EP (1982, Xntrix Records)
- Live at Brest, France (1983)
- Only Stupid Bastards Help EMI LP (1986, New Army Records)
- Leeds University (April 1986)
- Turning Rebellion into Money Double LP / CD (1987, Mortarhate Records)
- In The Venue (April 2000)
- In America CD (2001, Go-Kart Records 83)
- Live in London (2004)

### Altres
- Rebellion Sucks! (DVD en directe a Londres, 2004)